# Hiroszue Rjóko
Hiroszue Rjóko (japánul 広末 涼子, nyugaton Ryoko Hirosue) (Kócsi, 1980. július 18. –) japán színésznő, énekesnő.

## Filmes pályafutása
1980. július 18-án született Japánban. Már tizennégy éves korában megkapta első szerepét egy reklámfilmben. Ezután egyik szerződés követte a másikat. Színészi pályáját is építette, és különböző filmsorozatokban játszott. Több mint harminc tévésorozatban és más műsorban szerepelt. A fiatal színésznőből gyorsan ünnepelt sztár lett. 1996-ban született az első könyv róla. Ezt több másik követte, továbbá képeslapsorozatok és fényképgyűjtemények jelentek meg róla. Hiroszue számos díjat nyert. 2000-ben a Japán Akadémia 23. Fesztiválján Furuhata Jaszuo Poppoja című filmjében nyújtott alakításáért jelölték a legjobb női mellékszereplőnek járó díjra, valamint ugyanezen a fesztiválon a Himicu (Titok) című filmért a legjobb női főszereplőnek járó díjra. Luc Besson e két filmben fedezte fel Japánban. Nemzetközi hírnévre Luc Besson Wasabi – Mar, mint a mustár című filmjében nyújtott alakításakor tett szert (2001-ben).

## A filmen túl
Hiroszue Rjóko énekesként is rendkívül népszerű a japán fiatalság körében: eddig három albuma és hét kislemeze jelent meg.
Tokióban él, szeret kosárlabdázni és úszni, mindenekfölött pedig moziba járni.